# Go Kyung-pyo
Đây là một tên người Triều Tiên, họ là Go.
Go Kyung-pyo (tiếng Hàn: 고경표; Hanja 高庚杓 sinh ngày 11 tháng 6 năm 1990) là nam diễn viên và diễn viên hài Hàn Quốc. Anh ra mắt vào năm 2010, và trở thành thành viên của chương trình hài kịch Saturday Night Live Korea trong 3 mùa đầu. Anh còn xuất hiện trong các bộ phim truyền hình như Hậu trường vui nhộn (2012), Operation Proposal (2012) và Mỹ nam nhà bên (2013). Anh còn được đón nhận nồng nhiệt với các vai diễn trong Cantabile Tomorrow (2014) và Hồi đáp 1988 (2015).

## Danh sách phim

### Phim
| Năm  | Tiêu đề                         | Vai trò                    | Ghi chú                 |
| ---- | ------------------------------- | -------------------------- | ----------------------- |
| 2011 | Jungle Fish 2                   | Bong Il-tae                |                         |
| 2012 | Graduation Trip                 |                            | phim ngắn               |
| 2012 | A Millionaire on the Run        | Hyung-chul                 |                         |
| 2013 | The Story of Man & Woman        |                            | phim ngắn               |
| 2013 | Horror Stories 2                | Go Byung-shin              | phân đoạn: "The Escape" |
| 2013 | Believe Me                      | Yoon-seong                 |                         |
| 2014 | One Summer Night                | Joon-ki                    | phim ngắn               |
| 2014 | Man on High Heels               | Jin-woo                    |                         |
| 2014 | Đại thủy chiến                  | Oh Duk-yi                  |                         |
| 2015 | Casa Amor: Exclusive for Ladies | Pyo Kyeong-soo (khách mời) |                         |
| 2015 | Coin Locker Girl                | Chi-do                     |                         |
| 2015 | The Treacherous                 | Triều Tiên Trung Tông      |                         |
| 2018 | Seven Years of Night            | Seo-won                    |                         |
| 2022 | Uracai Haruki                   | Yeo Ryeom                  |                         |
| 2022 | Quyết tâm chia tay              | Soo-wan                    |                         |
| 2022 | Bỗng dưng trúng số (육사오)     | Cheon-woo                  |                         |
| 2022 | Seoul Vibe                      | DJ Woo Sam                 | Netflix Film            |

### Phim truyền hình
| Năm  | Tiêu đề                                | Vai trò                                     | Kênh                                       |
| ---- | -------------------------------------- | ------------------------------------------- | ------------------------------------------ |
| 2010 | Jungle Fish - Mùa 2                    | Bong Il-tae                                 | KBS2                                       |
| 2011 | I Believe in Love - My Love, My Family | Kwon Pil-young                              | KBS2                                       |
| 2012 | Operation Proposal                     | Song Chan-wook                              | TV Chosun                                  |
| 2012 | Hậu trường vui nhộn                    | Kim Kyung-pyo                               | MBC                                        |
| 2012 | God's Quiz - Mùa 3                     | Seo In Gak (cameo, ep 10-12)                | OCN                                        |
| 2013 | Mỹ nam nhà bên                         | Oh Dong-hoon                                | tvN                                        |
| 2013 | Ngôi sao khoai tây                     | No Min Hyuk                                 | tvN                                        |
| 2014 | Cantabile Tomorrow - Naeil's Cantabile | Yoo Il Rak                                  | KBS2                                       |
| 2014 | God's Quiz Season 4                    | Seo In-Kag (cameo, ep2)                     |                                            |
| 2015 | Cuộc đời như mơ                        | Lee Jung-Min (cameo, ep 1-2)                | MBC                                        |
| 2015 | Hồi đáp 1988                           | Sung Sun-woo                                | tvN                                        |
| 2016 | Bộ đôi đài truyền hình                 | Go Jung-won                                 | SBS                                        |
| 2017 | Vũ khí nhà văn                         | Yoo Jin Oh                                  | tvN                                        |
| 2017 | Thiên hạ đệ nhất giao hàng             | Choi Gang Soo                               | KBS2                                       |
| 2018 | Cross                                  | Kang In Kyu                                 | tvN                                        |
| 2020 | Đời tư                                 | Lee Jung-hwan                               | JTBC                                       |
| 2021 | Bạn cùng phòng của tôi là Gumiho       | Sơn thần (vai khách mời tập 7, 10–11,13–14) | iQiyi toàn cầu và kênh truyền hình cáp TVN |
| 2022 | Hợp đồng tình yêu                      | Jung Ji-ho                                  |                                            |

### Chương trình thực tế
| Năm     | Tên chương trình                                            | Kênh phát sóng | Vai trò              | Ghi chú                                                               |
| ------- | ----------------------------------------------------------- | -------------- | -------------------- | --------------------------------------------------------------------- |
| 2009    | Nicole the Entertainer's Introduction to Veterinary Science | Mnet           |                      |                                                                       |
| 2011–12 | Saturday Night Live Korea                                   | tvN            | Thành viên (mùa 1-3) |                                                                       |
| 2016    | Youth Over Flowers                                          | tvN            | Thành viên           |                                                                       |
| 2018    | Life Bar                                                    | tvN            | Khách mời            | Tập 56 (tham gia cùng Jeon So-min và Jo Jae-hyun quảng bá phim Cross) |

## Danh sách đĩa nhạc
| Năm  | Tiêu đề                    | Ghi chú                                                             |
| ---- | -------------------------- | ------------------------------------------------------------------- |
| 2013 | "I Wake Up Because of You" | song ca với Kim Seul-gie; nhạc phim trong Flower Boys Next Door OST |

## Liên kết
- Go Kyung-pyo trên Twitter (tiếng Hàn)
- Go Kyung-pyo trên Cyworld

- Go Kyung-pyo trên HanCinema
- Go Kyung-pyo tại Korean Movie Database
- Go Kyung-pyo trên IMDb
- Go Kyung-pyo trên Instagram